# Cigányzene
A cigányzene a cigányok által előadott zene. A cigányoknak nincs közös zenei nyelvük, nem létezik olyan zenélési mód vagy dallamkincs, amely az egész etnikumra azonos lenne. Nem eredeti, Ázsiából magukkal hozott cigányzenét játszanak vagy énekelnek, hanem mindig az illető terület zenéjét. Amiben mindenkor kitűnnek, az a sajátos előadói rátermettség, de ez is régiónként különböző módon nyilvánul meg.
Hivatásos zenészként nemcsak Közép- és Kelet-Európában, hanem Délkelet-Európában, Törökországban, Oroszországban, a Közel-Keleten és Andalúziában is jelentős szerepet töltöttek, illetve töltenek be.

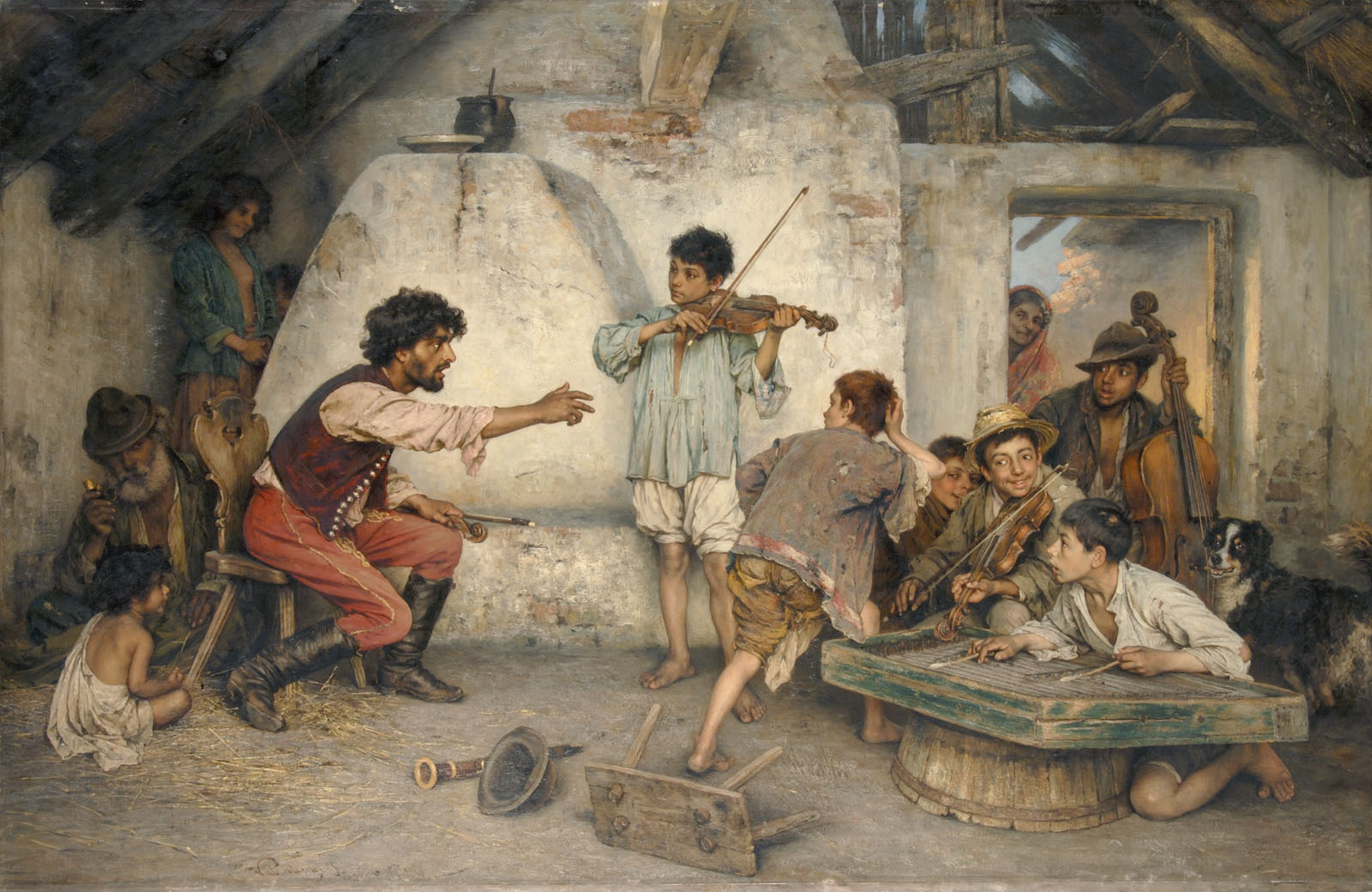
Valentiny János: Cigányiskola

## Magyarország
Többféle cigányzene létezik:
- autentikus cigányzene
- magyar népies műdal (csárdás, nóta)
- modern (pop)

### Jellemzők
Hagyományos zenekar
Zenekaruk alapja a hegedű és a cimbalom. A többi hangszer: a brácsa, cselló, nagybőgő, fuvola, klarinét, mind arra szolgálnak, hogy a harmóniát megkettőzzék, a ritmust kiélezzék. A prímás a dallamot a legfantasztikusabb ornamentikával fonja körül.
A glissandok, portamentok, trillák, futamok náluk mind megannyi kifejezési forma, amely a cigány érzésnek éppen olyan lényeges, mint maga a melódia. A cimbalmos a prímással együtt bontja ki teljes pompájában ezeket a pillanat szeszélyétől diktált improvizációkat, valamint élesen jelzi az időmérték lassítását vagy gyorsítását.
A szokványos, hagyományos magyar cigányzenekar minimum 7-8 tagú. Prímás, terces, brácsás, csellós, nagybőgős, cimbalmos, kontrás, klarinétos. Ez a felállás azért alakult ki, mert minden hangszer képviselve van és olyan összhangzást ad, hogy a nótákon és csárdásokon kívül bármilyen nehezebb műfajú számot is el lehessen játszani, a nyitányoktól a legszebb Strauss-valcerekig.
Autentikus cigányzene
Az autentikus cigányzenét többnyire a dobolás (kanna, kanál) szájbőgő, tapsolás kísérettel előadott cigányfolklór jellemzi.
Szájbőgőzni általában a cigány férfiak szoktak. Hangsúlytalan nyolcadokon rövid, vakkantás-szerű kiáltás, vagy az ajkakkal oly módon képzett hang, mintha a „bőgőző" trombitát fújna. A dallaméneklésben viszont a nőknek a férfiakkal egyenlő, vagy talán még nagyobb szerep is jut.
Eredetileg nem volt benne hegedű, hanem az énekhangon és a ritmuskíséreten alapult. Manapság már használnak hegedűt, sőt gitárt is.
A lassú dalok, amelyeket cigánykeserves-nek vagy kesergő-nek is neveztek, jellegzetessége, hogy a négy dallamsor közül a második és a negyedik sor végét erősen elnyújtva éneklik.

### Történet
Noha a magyarországi cigány zenészeket a 15. század óta említik a leírások, a zenélés, mint foglalkozásként űzése csak a 18. század második felében terjedt el a cigányok körében.

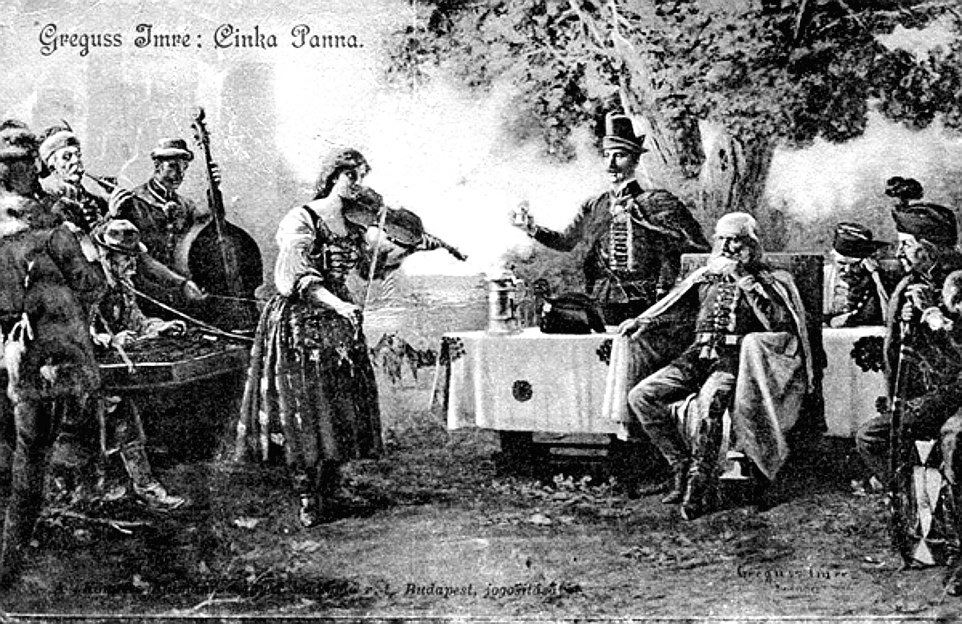
Greguss Imre (1856-1910): Czinka Panna (1900 ?)

A 18. század két híres cigány zenésze: Barna Mihály és Czinka Panna voltak. Utóbbi cigányzenekara két hegedűvel („prim” és „kontra”), cimbalommal és nagybőgővel rendelkezett.
A cigányzene fellendülését a 18. század utolsó évtizedeiben a magyar nacionalista mozgalom váltotta ki. Új műfajok fejlődtek a zenében és a táncban. A cigányok gyakran sétányokon játszottak. A zenészek kezdtek egyre többet megismerni a bécsi klasszicizmusról és az európai zenei kultúráról. Ekkor kezdett a magyar „cigányzene” egyedi harmonizációja különbözni balkáni társaitól. Ez a zene „egzotikus” volt, de elérhető a tömegek számára.
A 18. századtól kezdődően került át a hangszeres zene egyre inkább a cigányok kezébe. 
A zenekarok először húros hangszerekből, hárfából és dudából álltak. Később a hárfát a cimbalom váltotta fel, a dudát pedig a klarinét és a tárogató. A hangszereket a nyugati klasszikus zenei hatások befolyásolták, így a legnépszerűbb forma a következő volt: két hegedű (prímás és kontrás), cimbalom, nagybőgő. A nagyobb zenekarok klarinéttal, csellóval, később egy hegedűvel (tercprímás) alakultak.
Bihari Jánossal kezdődött a cigányzenészek tudományosan igazolható története Magyarországon. A nemesi kúriák szűkebb keretéből vele lépett a nagy nyilvánosság elé a cigánymuzsika. A korabeli palotás és verbunkos zene a 19. század elején fellobbanó új magyar nacionalizmus szimbólumává vált. A 19. század elején a cigány zenészek váltak a magyar nemzeti zene képviselőivé. 
Az 1848-as forradalom számára a cigányzene a magyar identitás, a rebellisség egyik megnyilvánulása volt. Az 1848–49-es forradalom és szabadságharc idején a csatákat megelőzően cigányok játszottak a katonák előtt, hogy zenéjükkel ösztönözzék és szórakoztassák őket. Egy országgyűlési gyorsíró például igen lelkendezve írt arról, hogy Patikarius Ferkó milyen kitűnően játssza a Rákóczi-indulót vagy a Kossuth-nótát. A szabadságharc elvesztése után ezek a zenészek nagy tiszteletet szereztek a nemzettől.
A városi cigányzene a 19. században keletkezett magyar népies műzene, amelyben az akkorra megerősödött cigánymuzsikus-dinasztiák erősen részt vettek. (→ kávéházi cigányzene) A 19. században kialakult egy új műfaj is: a magyar nóta. A század leghíresebb cigány zeneszerzője Dankó Pista (1858-1903) volt.

Kávéházi cigányzenekar az 1920-30-as évekből

A 20. század elején a cigányzene fogalma erősen kibővült, a hagyományos cigányzenén kívül a szalonzene, az operett, a népszerű klasszikus művek átiratai éppúgy beletartoztak, mint a Magyarországon is elég korán megjelenő dzsessz. A felkapott zenészeket „úri cigányok”-ként is emlegették, ami utalt a társadalmi beilleszkedésük sikeres voltára.
A század első felében a főváros majd minden éttermében, presszójában, bárjában, éjszakai szórakozóhelyén neves zenészek, zenekarok muzsikáltak. Sok cigánynak adtak munka- és pénzkereseti lehetőséget ezek a helyek. Az elismert prímások és zenekaruk tagjai kivételével azonban a zenész cigányok többsége szegény körülmények között élt.
Farkas Jenő az első világháború alatt katonazenekart vezényelt. Cigányzenekara az 1930-as és 40-es évek híres cigány együttese volt. Egész Európát bejárta. A holland rádió aranyérmével tüntette ki. A királyi esküvőt is a zenekar muzsikálta.
A 20. század közepén létrejött a Rajkó Zenekar, melynek tagjai cigányok. Előadásaik ma számos helyszínen láthatók, többek között a budapesti Duna-palotában, a nyári félévben.
1985-ben megalakult a 100 Tagú Cigányzenekar, amely klasszikus szimfonikus zenekarként nemzetközileg híres lett.
Mára szinte megszűnt a korábban nagyon jellemző „kávéházi cigányzene”, ugyanakkor számtalan modern zenei együttes formálódott. Egy figyelemre méltó mai zenei formáció az Ando Drom, amelyet 1993-ban alapított Zsigó Jenő.

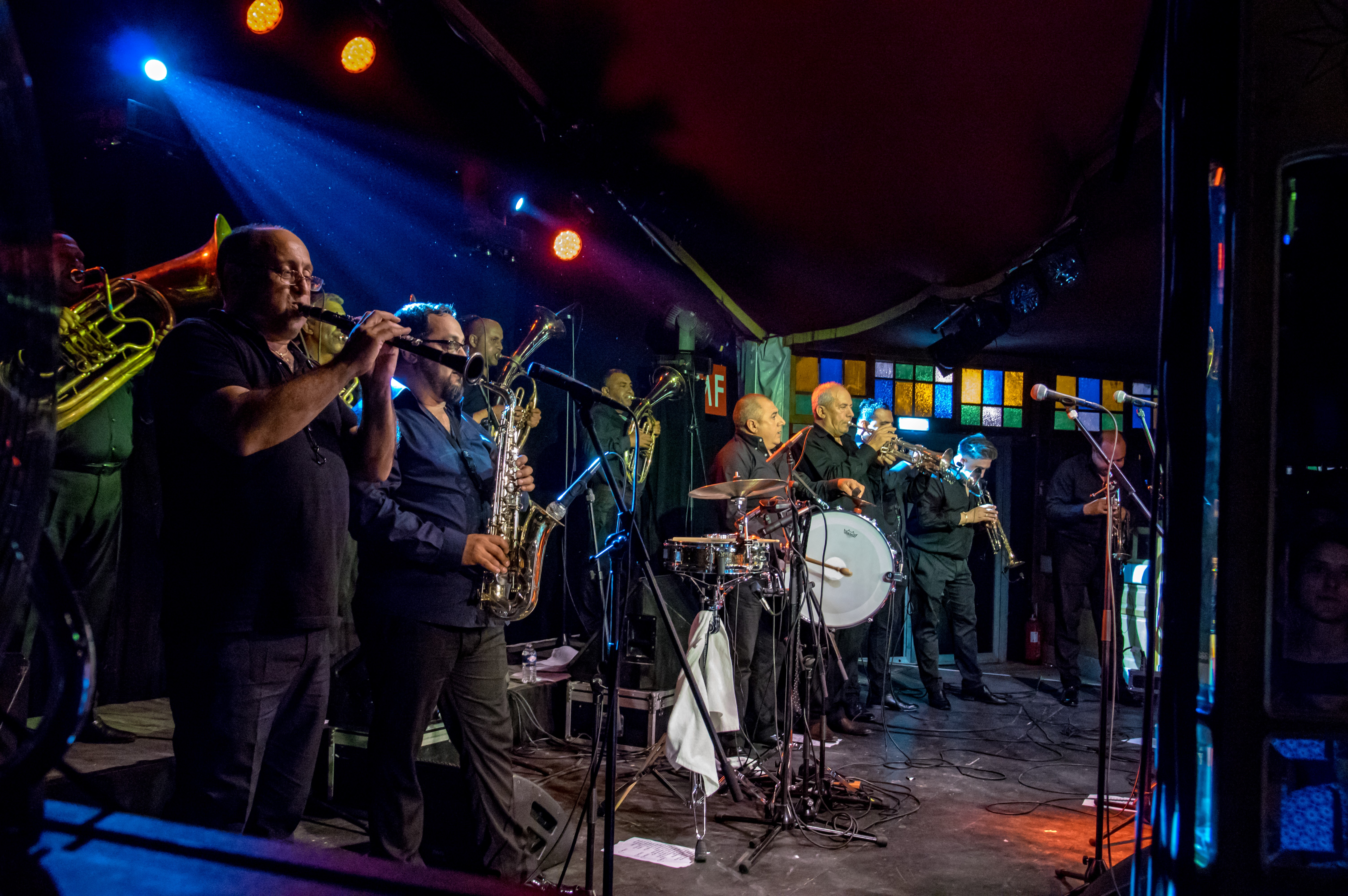
Fanfare Ciocărlia román zenekar

## Románia
A lăutari néven nevezett emberek hagyományos cigány zenészek, különféle rendezvényeken (esküvők, temetések stb.) játszanak.
A Romániában és a Balkánon manapság nagyon népszerű manele műfajt főleg a cigányok művelik.

## Bulgária
A bolgár cigány népesség népszerű zenéje a csalga.

## Balkán
A cigányzene egyik tipikus típusát tallava néven ismerték. A tallava-t eredetileg a askali kisebbség művelte Koszovóban az 1990-es években. Műfaját később a cigányok átvették. A Tallava általános Albániában. Ez a műfaj más zenei műfajokra is hatással van, például a görög szkiladiko és a bolgár csalga. Ezenkívül keveredik a török (arab stílusú), az arab (arab pop), a szerb (turbo-folk) és az albán zenével.
Ahogy a Balkánon kelet felől nyugat és észak felé haladunk, úgy válik mind gyakoribbá a cigányzenészek kezében a hegedű, anélkül azonban, hogy kötelezően egységes összeállítású vonós-alapú együttessel találkoznánk. Albániában pl. a hegedű még csak egy a cigányzenészek kezében előforduló sokféle egyéb hangszer — duda, lahuta (egyhúrú vonós hangszer), tambura-féle pengetős hangszerek — között; csak a zurnának és dobnak kell kötelező együtt lenni. A modern klarinét lassan itt is, mint Görögországban, elfoglalja a zurna helyét.
Görögországban, a volt Jugoszláviában, Albániában, továbbá Törökországban, az örményeknél, nogajoknál, krími tatároknál is — a legjellemzőbb cigány együttes kéttagú: az egyik oboa-féle hangszeren játszik, a másik nagydobon. Az első hangszer legáltalánosabb neve: zurna; de magyar neve is van. Ez a hangszer, amit nálunk a 17. században töröksíp néven annyira kedveltek s ami később, kuruc tárogató néven, a Rákóczi-féle szabadságharc zenei szimbólumává vált.
Ha a szerbek és horvátok tambura-zenekarait jobban megnézzük, kiderül róluk, hogy alapjában véve a nálunk ismert vonósegyüttesek pengetős változatai. A hajdan csak éneket kísérő hosszú nyakú lantféle hangszer, a tambura, a 19. század eleje táján kiszenekari igényeknek megfelelő hangszercsaláddá bővült: az eredeti nagyságú „prím" mellett basszprímet, „tamburabrácsot" (kontra) és tamburabőgőt is találunk. A zenészek pedig ezekben az együttesekben is többnyire cigányok.

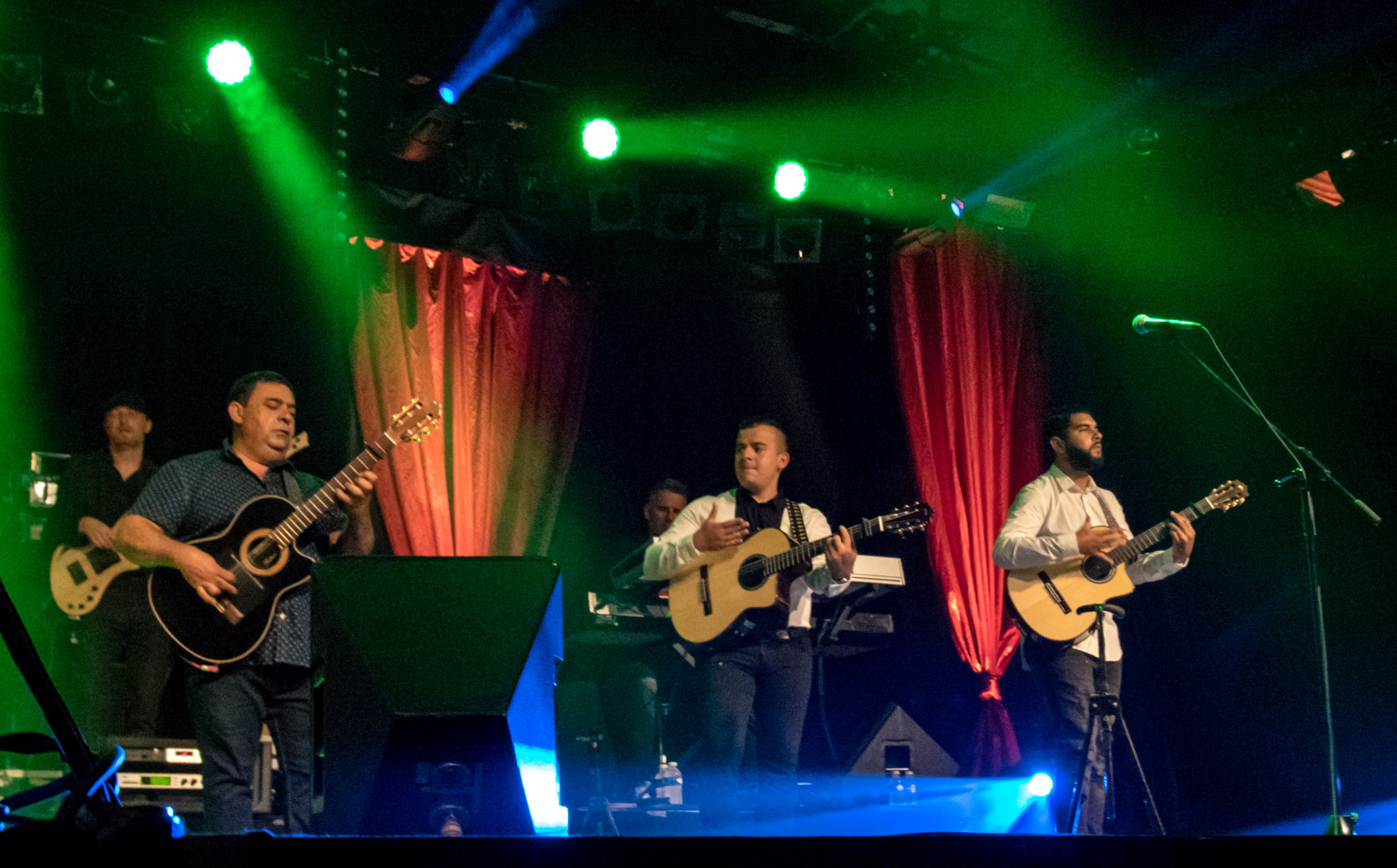
Gipsy Kings koncert

## Spanyolország
A spanyol flamenco néven ismert andalúz zenei hagyomány noha nem szigorúan cigányzene, szorosan kapcsolódik hozzájuk, és a híres flamenco művészek jelentős része cigány (gitanos).

## Oroszország
Az orosz „cigányzene"' ugyanúgy szerves része volt a 19. századi orosz zenekultúrának, mint a magyar nóta nálunk.
1931-ben Moszkvában alakult egy cigány színház, a Romen Színház, amely a cigányzenét és táncot beépíti a színházi előadásokba.

## Törökország
A cigányokat Törökország egész területén ismerték zenélésük miatt. Városi zenéjük a meyhane (kocsma) vagy a taverna útján a klasszikus török zene visszhangját hozta a nyilvánosság felé. Az ilyen jellegű fasıl zene (egy olyan stílus, amelyet nem szabad összekeverni a klasszikus török zene fenséges formájával), gyakran társul a török társadalom alosztályához, bár manapság "tiszteletreméltóbb" intézményekben is megtalálható.
Hatást gyakoroltak a török klasszikus zenére; először meyhane-kban, azaz kocsmákban játszották. A cigányok által játszott zene neve fasil, napjainkban aki fasil zenét szeretne hallani Isztambulban a Çiçek Pasajıban teheti ezt meg. A fasil zenére hatást gyakorolt többek között a görög zene és a hastánc zenei ritmusai is. A fasil zene legkiválóbb képviselői közé tartozik Mustafa Kandirali és Burhan Öçal.

## Híres magyar cigány zenészek, énekesek, zenekarok

### Zenészek
- Babári József (1893–?) hegedűművész
- Babos Gyula (1949–2018) jazzgitáros
- Bacsik Elek (1926–1993) jazzgitáros, jazzhegedűs, multiinstrumentalista
- Balázs János (1988) zongorista
- Balogh János (1802–1876)
- Banyák Kálmán (1927–1993) hegedűművész
- Barna Mihály  cigány hegedűs, II. Rákóczi Ferenc udvari muzsikusa (17.sz–1730-as évek)
- Bihari János (1764–1827)
- Bobe Gáspár Ernő (1924–1993) prímás
- Buffó Sándor
- Cinka Panna (1711–1772)
- Cziffra György (zongoraművész) (1921–1994) világhírű zongoraművész
- Csányi „Matyi” Mátyás (eredeti nevén Csányi Ernő, 1929–1980) jazzhegedűs és gitáros
- Csík Gusztáv jazzmuzsikus
- Dankó Pista (1858–1903) a magyar zeneművészet világhírű prímása, dalköltő
- Darázs Miska (1842–1892) a Dunántúl híres prímása
- Déki Lakatos Sándor idősb (1945–)
- Déki Lakatos Sándor ifjabb (1966–)
- Erdélyi Náci (1845–1893) prímás, szegedi cigánykirály, aki 1886-tól zenélt Amerikában hírességeknek
- Fátyol Károly (1830–1888) gordonkaművész, Nagykároly szülötte, és halottja
- Farkas Jenő (1899–1949) I. Ferenc József utolsó primása
- Hamza Miska (1845–1916) nagyváradi első zenekarvezető, prímás
- Horváth „Patkány, Kispatkány” Dezső (1931–2005) jazzgitáros
- Horváth Elemér (1920–1978) hegedűművész
- Horváth „Kati, Kathy” Lajos (1924–1980) jazzgitáros, hegedűművész
- Horváth „Patkány” Sándor (1923–1977) jazzgitáros
- Járóka Sándor, id. (1922–1984)
- Ifj. Járóka Sándor (1954–2007)
- Jávori Vilmos jazzdobos, zenepedagógus
- Kokas Pál prímás, festő
- Kondor Ernő (1881–1951) dalszerző, a magyar kabaré alapítója (1907. március 2 – Bonboniérre)
- Kovács Gábor (1841–1882) prímás, József kir. herceg udvari zenésze
- Kosta Lukács (1943–1993) jazzgitáros
- Lakatos Erika (1964-) dzsesszénekes
- Roby Lakatos, hegedűművész
- Lugosi Tibor (1950–) klarinét és tárogatós előadóművész
- Tony Lakatos, jazzszaxofonos
- Lukács Tibor (1956–) prímás
- Magyari Imre id. (1894–1940) korának egyik leghíresebb prímása volt
- Magyari Imre ifjabb (1924–1980) hegedűművész, zeneszerző
- Mocsár Gyula (1905-1991) cimbalmos, hegedűművész
- Oláh Kálmán (1910–1990) prímás
- Pege Aladár (1939–2006) világhírű jazzbőgős, klasszikus bőgős
- Pongrácz Lajos (1844–1916) prímás, kolozsvári első zenekarvezető, Rudolf trónörökös házizenésze
- Radics Béla Jenő (1917–1982) prímás
- Radics Béla (cigányprímás) (1867–1930) prímás, nótaszerző, korának ismert zenekarvezetője volt
- Radics Gábor (1906–1971) jazzhegedűs
- Radics Vilmos (1841–1895) prímás, miskolci, majd fővárosi első zenekarvezető
- Raduly Mihály jazz-zenész, szaxofonos
- Rácz Laci (1867–1943) „A prímáskirály”, aki amerikai körútjain vált igazán híressé
- Rácz Aladár (1886–1958) világhírű, Kossuth-díjas cimbalomművész, Igor Stravinsky és Ernest Ansermet barátja
- Rigó Jancsi (1858–1927) prímás, aki a Chimay hercegnővel történt házassága kapcsán lett világhírű
- Sárközi Ferenc , „Kossuth cigány hadnagya”
- Szirmai Kálmán (1934–2008) jazz gitáros, a szocializmus alatt Luxembourg-ba emigrált
- Salasovics Dezső
- Suha Balogh József (1913–1974) hegedűművész, zeneszerző, cigányprímás
- Szakcsi Lakatos Béla (1943–) Kossuth-díjas jazz-zongorista

### Zenekarok, együttesek

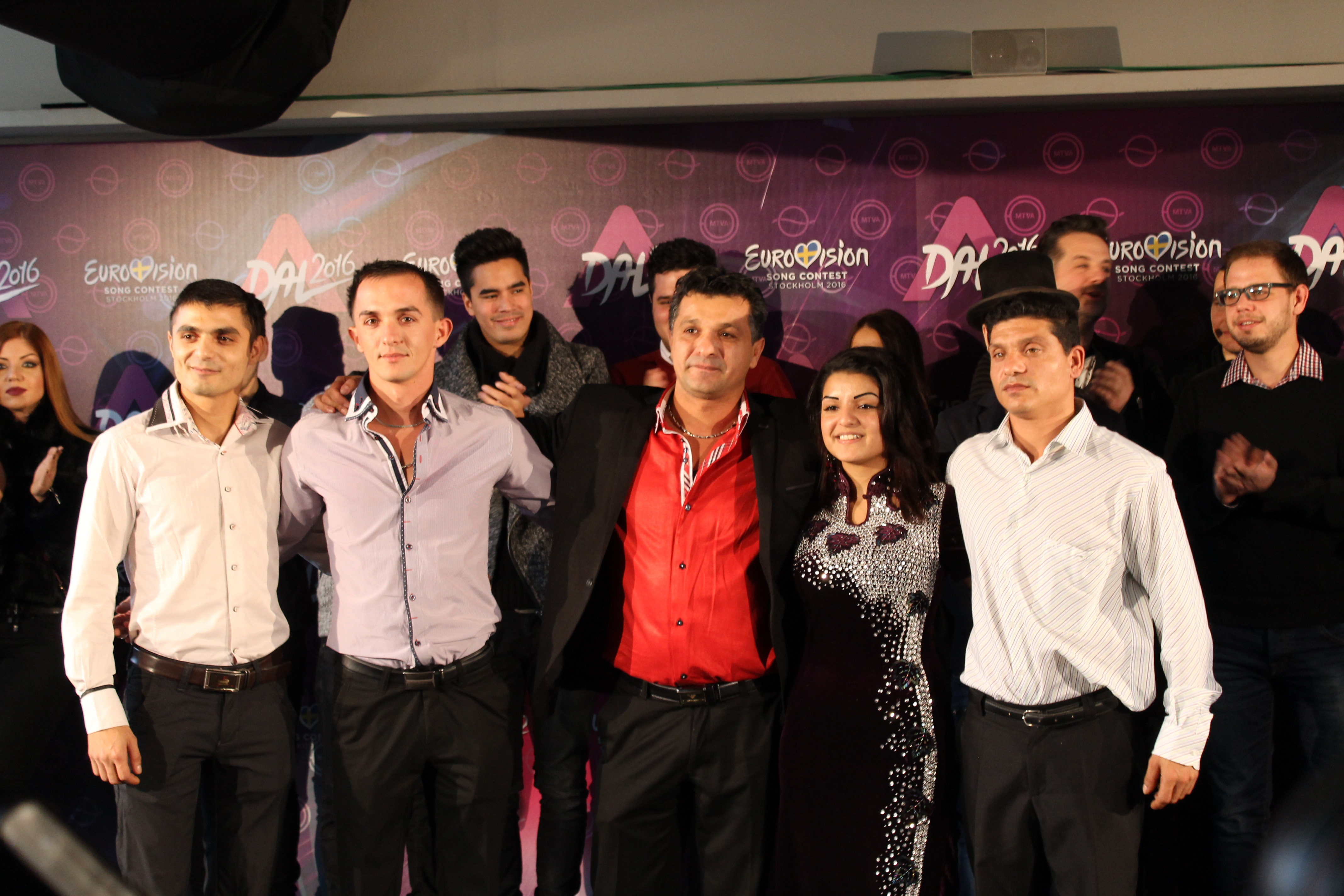
A Parno Graszt 2015-ben

- Járóka Sándor és népi zenekara
- 100 Tagú Cigányzenekar
- Rajkó zenekar
- Farkas Jenő cigányzenekara
- Budapest Bár
- Ektomorf
- Fekete Vonat
- Romantic
- Ando Drom
- Parno Graszt
- Hevesi Family
- Roma Jilo

### Magyarnóta-énekesek
- Kovács Apollónia
- Bangó Margit
- Horváth Pista

### Egyéb cigány énekesek
- Nótár Mary
- L.L. Junior